# Aérodrome de Fort-Dauphin
L'aérodrome de Fort-Dauphin (code IATA : FTU • code OACI : FMSD) dessert la ville de Tôlanaro, une ville de la province de Toliara, chef-lieu de la région d'Anôsy, située dans le sud-est de l'île de Madagascar.

## Situation
L'aérodrome se trouve à 3 km au sud-ouest du centre-ville de Tôlanaro.

## Compagnies et destinations
| Compagnies          | Destinations                 |
| ------------------- | ---------------------------- |
| Madagascar Airlines | Antananarivo, Tuléar         |
| Air Austral         | La Réunion-R. Garros, Tuléar |